# Yannick Lavigne
Pour les articles homonymes, voir Lavigne.
Yannick Lavigne, né le 31 mai 1975 à Créteil, est un céiste français.
Il remporte aux Championnats du monde de course en ligne de canoë-kayak de 1999 une médaille de bronze en C-4 500 mètres avec Jean-Gilles Grare, Mathieu Goubel et Sylvain Hoyer.
Il participe aux courses en canoë biplace de 500 et 1 000 m avec José Lenoir aux Jeux olympiques d'été de 2004, étant éliminé à chaque fois en demi-finales.